# Ruellia pringlei
Ruellia pringlei är en akantusväxtart som beskrevs av Merritt Lyndon Fernald. Ruellia pringlei ingår i släktet Ruellia och familjen akantusväxter. Inga underarter finns listade i Catalogue of Life.